# 251595 Rudolfböttger
251595 Rudolfböttger è un asteroide della fascia principale. Scoperto nel 2009, presenta un'orbita caratterizzata da un semiasse maggiore pari a 2,2319779 UA e da un'eccentricità di 0,1896658, inclinata di 6,34444° rispetto all'eclittica.
L'asteroide è dedicato al chimico e fisico tedesco Rudolf Christian Böttger.